# 純愛譜
『純愛譜』（じゅんあいふ、韓国語：순애보、英：Asako in Ruby Shoes）は、2000年に製作された日本・韓国の合作映画。

## キャスト
- ウィン：イ・ジョンジェ
- 彩/朝子：橘実里
- 彩の父：大杉漣
- 彩の母：余貴美子
- ミア：キム・ミニ
- 粟田麗
- 柳ユーレイ
- ダンカン
- ゆうすけ：いしいすぐる
- キム・ヨンチョル
- キム・サンミ
- イ・ウンシル
- イ・ウンジュ
- 竹嶋康成
- 木村孝蔵